# اندواستاتین
ایندواستاتین یا اندوستاتین (به انگلیسی: Endostatin) یک ایزومر طبیعی و اتفاقی بیست کیلو دالتونی (۲۰ kDa) قطعهٔ C ترمینال مشتق شده از کلاژن نوع هجدهم می‌باشد. گزارش شده‌است که این ترکیب می‌تواند به عنوان یک عامل بازدارنده رگ‌زایی، مشابه آنژیوستاتین (به انگلیسی: Angiostatin) و ترومبوسپوندین (به انگلیسی: Thrombospondin) به کار گرفته شود.
اندوستاتین در طیف گسترده‌ای به مهار آنژیوژنز می‌پردازد و از این جهت ممکن است عملکرد آن با عملکرد عواملی که از رشد آنژیوژنز حمایت می‌کنند، یعنی عوامل آنژیوژنیک مانند فاکتور رشد فیبروبلاست پایه‌ای(bFGF/FGF-۲) و فاکتور رشد اندوتلیال عروقی تداخل نماید.

## احتمال درمان سرطان
در حال حاضر اندوستاتین به عنوان یک ترکیب احتمالاً مؤثر بر سلولهای سرطانی در تحقیقات انجام شده پیرامون سرطان در دست مطالعه قرار دارد.

### مرحله نخست
در مرحلهٔ نخست یعنی فاز کارآزمایی بالینی با اندوستاتین از مجموع ۱۹ بیمار درمان شده، ۱۲ نفر آنها توسط پزشکانشان و به دلیل تداوم پیشرفت بیماری آنها، از این کارآزمایی بالینی کنار گذاشته شدند. درمان در مورد دو بیمار همچنان ادامه دارد، و بیماران باقی مانده شخصاً خود را از این تجربه خارج ساختند. این کارآزمایی بالینی، در درجهٔ اول به منظور بررسی و نشان دادن میزان ایمنی این ترکیب طراحی شده بود، و در واقع همین تجربه نشان داد که اندوستاتین می‌تواند به عنوان دارویی سالم و قابل تحمل مورد استفاده قرار گیرد (البته در دوزهای به کار برده شده).

### مرحله دوم
در فاز دوم آزمایش‌های بالینی با اندوستاتین تعداد چهل و دو نفر از بیماران مبتلا به تومورهای اندوکرین (غده درون‌ریز) پانکراسی یا تومورهای کارسینوئید تحت درمان قرار گرفتند. از مجموع ۴۰ نفر بیماری که در مورد آنها امکان ارزیابی پاسخ رادیولوژیک وجود داشت، هیچکدامشان پاسخ نسبی به درمان را برحسب معیارهای تعریف شده توسط سازمان بهداشت جهانی، تجربه ننمودند.
بر این اساس نتیجه گیری انجام شده از کارآزمایی بالا این بود که: «درمان با اندوستاتین رگرسیون یا پسرفت چندان قابل توجهی در تومور موجود در بیماران مبتلا به تومورهای نورواندوکرین (غددی عصبی) پیشرفته، ایجاد نمی‌کند.»

### مرحله سوم
در فاز یا مرحلهٔ سوم از کارآزمایی بالینی در مورد اندوستاتین، بررسی بر روی ۴۹۳ مورد بافت‌شناسی یا سیتولوژی مربوط به بیمارانی انجام گرفت که این بیماران در مرحله IIIB یا مرحله چهارم بیماری بر حسب معیارهای NSCLC قرار داشتند و طول عمر بیشتر از ۳ ماه در موردشان تأیید شده بود.
بیماران مذکور به وسیلهٔ اندوستار Endostar یا همان: (rh-endostatin, YH-۱۶)، که یک محصول نوترکیب حاصل از اندوستاتین است، تحت درمان قرار گرفتند. البته در ترکیب با سیس پلاتین و وینورلبین vinorelbine که رژیم استاندارد در این نوع شیمی درمانی ترکیبی می‌باشد.
اما افزودن اندوستار Endostar به رژیم استاندارد شیمی درمانی پیش گفته، در بیماران با NSCLC پیشرفته، منجر به میزان قابل توجهی از پاسخ بالینی بیماران شد و در آنان بهبود معناداری ایجاد نمود. همچنین علاوه بر پاسخ بالینی مطلوبتر، زمان متوسط برای پیشرفت بهبودی و همینطور میزان بهرهٔ بالینی در شیمی درمانی ترکیبی همراه با اندوستاتین در مقایسه با رژیم شیمی درمانی فاقد این ترکیب (رژیم شیمی درمانی تنها) وضعیت بهتری پیدا کرد.